# Michael Chance
Michael Chance (Penn, 7 marzo 1955) è un controtenore britannico.

## Biografia
Nato nel Buckinghamshire, è stato corista della St. George's Chapel studiando a Windsor, poi all'Eton College ed infine al King's College.
Debuttò nel 1983 con il ruolo di Apollo nel Giasone di Francesco Cavalli al festival di Buxton e fece la sua prima apparizione in Europa continentale cantando il ruolo di Andronico nel Tamerlano di Georg Friedrich Händel a Lione nel 1985.
Successivamente, tra i suoi ruoli più importanti, vi sono Ottone nell'Incoronazione di Poppea di Claudio Monteverdi e nell'Agrippina di Handel, e Tolomeo nel Giulio Cesare. Nel 1987, partecipò con la Kent Opera alla prima di A Night at the Chinese Opera di Judith Weir nella parte del Governatore Militare al Cheltenham Festival e nel 1988 riscosse particolare successo nella parte di Giasone alla Innsbrucker Festwochen der Alten Musik. Nel 1989 fu al Glyndebourne Festival Opera con due opere di Benjamin Britten: è Oberon in A Midsummer Night's Dream (allestimento poi portato in tutto il mondo) e Apollo in Death in Venice. 

Le sue incisioni includono Agrippina, Tamerlano, Jephta, Semele, Orfeo (Monteverdi e Gluck), Il Giasone, Ascanio in Alba di Mozart e The Death of Moses di Alexander Goehr, oltre a musica elisabettiana per voce e liuto, le Passioni di Bach. Molta musica è stata composta espressamente per lui da Goehr, Richard Rodney Bennett, Tan Dun, John Tavener, Anthony Powers, Elvis Costello ed altri ancora.
La sicurezza tecnica, accompagnata da una voce naturale e ben proiettata, ne hanno determinato una brillante carriera sia nell'opera sia nell'oratorio.
Il figlio Alexander Chance ha intrapreso nel 2015 la stessa carriera di controtenore.

## Onorificenze
- Ordine dell'Impero Britannico, 2009

## Discografia
- Bach, Messa in si min. - Gardiner/English Baroque Sol., 1985 Archiv Produktion
- Bach, Passione Giovanni - Gardiner/Argenta/Varcoe/Holton, 1986 Archiv Produktion
- Bach, Passione Matteo - Gardiner/Bonney/Otter/Rolfe J., 1990 Archiv Produktion
- Cavalli: Giasone - Concerto Vocale/René Jacobs, 1988 harmonia mundi
- Gluck: Orfeo ed Euridice - 1992 Sony
- Haendel, Agrippina - Gardiner/Jones/Miles/Chance, 1991 Philips
- Handel: Giustino - Nicholas McGegan/Freiburger Barockorchester/Michael Chance, 1995 harmonia mundi
- Handel: Israel in Egypt - Choir of King's College, Cambridge/Ian Bostridge/Michael Chance/Stephen Cleobury/Stephen Varcoe/Susan Gritton, 1990 Decca
- Haendel, Jephta - Gardiner/Robson/Dawson/Otter, 1988 Philips
- Haendel, Messia - Marriner/McNair/Otter/Chance, 1992 Philips
- Haendel, Messia - Pinnock/Auger/Otter/Chance, 1988 Archiv Produktion
- Haendel, Semele - Nelson/Battle/Ramey/Horne, 1990 Deutsche Grammophon - Grammy Award for Best Opera Recording 1994
- Monteverdi, Incoronazione di Poppea - Gardiner/McNair/Otter/Chance, 1993 Archiv Produktion
- Monteverdi, Vespro della Beata Vergine - Gardiner/Monoyios/Chance, 1989 Archiv Produktion
- Mozart Requiem - Christoph Prégardien/Peter Neumann/Collegium Cartusianum Köln/Michael Chance/Diana Montague/Kölner Kammerchor/Franz-Josef Selig, 2016 Warner
- Purcell: Odes "Come, ye sons"; " Welcome to all"; "Of old, when heroes" - Jennifer Smith/Michael Chance/John Mark Ainsley/Stephen Richardson/Michael George/The English Concert & Choir/Trevor Pinnock, 1989 Deutsche Grammophon
- Purcell, Dido and Aeneas - Hogwood/AAM, 1992 Decca
- Vivaldi: Gloria - King's College Choir, Cambridge/Academy of Ancient Music/Stephen Cleobury, 2002 EMI Warner
- Vivaldi: Stabat Mater - The English Concert/Trevor Pinnock, 1997 Archiv Deutsche Grammophon

## DVD
- Britten: Death in Venice (Glyndebourne, 1990) - London Sinfonietta, Arthaus Musik
- Haendel, Messia - Marriner/McNair/Otter/Chance, 1992 Decca
- Monteverdi, Vespro della Beata Vergine - Gardiner/Monoyios/Chance, 1989 Archiv Produktion
- Monteverdi: L'incoronazione di Poppea (DNO, 1994) - Dominique Visse,  Opus Arte
- Monteverdi: L'Orfeo (DNO, 1997) - Opus Arte
- Purcell: The Fairy Queen (ENO, 1995) - Richard Van Allan, Arthaus Musik